# FBNC
Financial & Business News Channel (FBNC) từng là kênh truyền hình chuyên biệt về thông tin tài chính, ngân hàng do Bộ Thông tin và Truyền thông cấp phép cho Đài Truyền hình Thành phố Hồ Chí Minh sản xuất và phát sóng.

## Lịch sử
FBNC được thành lập từ tháng 6 năm 2007, đăng ký địa chỉ trụ sở chính tại số 16 Phan Chu Trinh, Hoàn Kiếm, Hà Nội. Kênh lên sóng thử nghiệm từ tháng 2 năm 2009 và chính thức phát sóng kể từ tháng 8 năm 2010. Đến cuối năm 2021, FBNC chuyển trụ sở về tầng 3 tòa nhà Crescent Residence 3, số 109 Tôn Dật Tiên, Phường Tân Phú, Quận 7, Thành phố Hồ Chí Minh.
Từ ngày 1 tháng 1 năm 2022, FBNC ngừng hoạt động trên nền tảng truyền hình, lý do được Đài Truyền hình Thành phố Hồ Chí Minh đưa ra tại thời điểm này là vì giấy phép hết hạn. Đến giữa năm, một thông cáo đến từ HTV cho biết nhà đài chấm dứt hợp tác với FBNC. VietNamNet cho biết vào năm 2021, FBNC là một trong những kênh tin tức hàng đầu Việt Nam, kênh YouTube của FBNC đã tăng vọt lên con số hơn 700% với các bản tin đạt hàng triệu lượt xem, đứng trong top video thịnh hành trên Youtube. Trước đó vào năm 2020, một thống kê từ Google cũng cho thấy FBNC là kênh tin tức đa nền tảng được yêu thích nhất của quốc gia này.
Tính đến đầu năm 2025, kênh Youtube BNC Now của FBNC  đã đạt gần 3 tỷ lượt xem và 3.93 triệu tài khoản đăng ký.

## Tranh cãi
Công ty FBNC bị phạt hành chính với số tiền 350 triệu đồng vì hoạt động báo chí không có giấy phép. Quyết định do nguyên Phó Chủ tịch Ủy ban nhân dân Thành phố Hồ Chí Minh Dương Anh Đức ký ngày 4 tháng 7 năm 2022 dựa trên đề nghị của Sở Thông tin và Truyền thông thành phố. Truyền thông Việt Nam cho biết kể từ đầu năm 2022, FBNC đã sử dụng biểu tượng là tên kênh truyền hình của cơ quan báo chí, danh xưng ban biên tập, phóng viên, xuất bản định kỳ các chuyên mục theo chủ đề, sản xuất tin bài có tính chất báo chí để đăng tải, phát trên "Kênh truyền hình kinh tế - tài chính - tin tức" của công ty.
Đây là trường hợp xử phạt vi phạm hành chính đầu tiên trên địa bàn Thành phố Hồ Chí Minh kể từ thời điểm nghị định 119 xử phạt về hoạt động báo chí có hiệu lực. Báo Người Việt cho biết theo giới quan sát, nguyên nhân đằng sau vụ việc này là do FBNC cho đăng tải nhiều bản tin, talkshow bình luận về cuộc chiến tại Ukraine vào năm 2022. Trong các bài đăng trên mạng xã hội, diễn giả được mời đã truyền thông rõ sự kiện xung đột này là hành động "xâm lược" do Tổng thống Vladimir Putin phát lệnh, trong khi báo chí Việt Nam chỉ mô tả bằng cụm từ "chiến dịch quân sự đặc biệt".